# Grønlands moskusokser
Grønlands moskusokser er en dansk dokumentarfilm fra 1962, der er instrueret af Christian Vibe.

## Handling
Denne artikel mangler et handlingsreferat. Hjælp os med at skrive det.